# سانتس
سانتس (به فرانسوی: Santosse) یک کمون در فرانسه با جمعیت ۴۷ نفر است که در Canton of Nolay واقع شده‌است.